# James Indus Farley
James Indus Farley (* 24. Februar 1871 bei Hamilton, Steuben County, Indiana; † 16. Juni 1948 in Bryn Mawr, Pennsylvania) war ein US-amerikanischer Politiker. Zwischen 1933 und 1939 vertrat er den Bundesstaat Indiana im US-Repräsentantenhaus.

## Werdegang
James Farley besuchte die öffentlichen Schulen seiner Heimat und danach das Tri-State College in Angola (Indiana). Danach absolvierte er das Simpson College in Indianola (Iowa). Zwischen 1890 und 1894 unterrichtete er als Lehrer im Steuben County und im DeKalb County. Von 1906 bis 1926 arbeitete Farley für die Auburn Automobile Co., zu deren Präsident er im Lauf der Jahre aufstieg.
Politisch war Farley Mitglied der Demokratischen Partei. Im Jahr 1928 war er Delegierter zur Democratic National Convention in Houston, auf der Al Smith als Präsidentschaftskandidat nominiert wurde. Bei den Kongresswahlen des Jahres 1932 wurde er im vierten Wahlbezirk von Indiana in das US-Repräsentantenhaus in Washington, D.C. gewählt, wo er am 4. März 1933 die Nachfolge von Harry C. Canfield antrat. Nach zwei Wiederwahlen konnte er bis zum 3. Januar 1939 drei Legislaturperioden im Kongress absolvieren. In dieser Zeit wurden die meisten der New-Deal-Gesetze der Bundesregierung unter Präsident Franklin D. Roosevelt verabschiedet.
1938 unterlag Farley dem Republikaner George W. Gillie. In den folgenden Jahren arbeitete er in der Landwirtschaft. Er starb am 16. Juni 1948 in Bryn Mawr und wurde in Auburn beigesetzt.